# Émile Colinus
Emile Colinus, né le 17 novembre 1884 à Paris et mort le 18 août 1966 à Paris, est un artiste peintre, dessinateur et graveur français.

## Biographie
Ancien élève de l’Académie de Montmartre, Colinus reçoit une solide formation académique, marquée par le Réalisme, enseignée dans l'atelier fondé par Fernand Cormon en 1888 et dont André Lhote a pris la direction en 1907. Ce dernier initie Colinus aux dernières tendances de l’art moderne tournées vers une simplification des formes. Les peintures qu’il expose au Salon des indépendants à partir de 1925, à l’occasion de sa première participation, synthétisent, d’une manière personnelle, l’héritage de Cormon et de Lothe. Sa palette est, à cette époque, composée de couleurs douces et chaudes, qui ne laissent pas présager des teintes vives qu’il emploiera par la suite. Les couleurs sont cernées par un trait de contour noir et net qui atteste de l’emprunt fait au cloisonnisme popularisé par les peintres de Pont-Aven. 
La peinture cloisonnée de Colinus restera sa signature même si le peintre s’essaie, comme bien d’autres artistes, à différentes manières. Si les styles varient, Paris reste sa muse. Parmi les monuments emblématiques qui enjambent la Seine, Colinus peint une vue partielle du Pont Neuf qu’il présente aux Indépendants de 1947. Dans cette toile, comme dans celles peintes pendant la guerre, la matière est appliquée au couteau, technique qu’il abandonnera rapidement pour revenir au pinceau et à sa pratique d’avant 1940. 
Émile Colinus, comme le dit justement Gérald Schurr, se fait l’ « interprète très libre du paysage parisien. Sa vision personnelle, faite d’ingénuité poétique et bon enfant, de tendresse un peu mélancolique, donne un visage nouveau, une sorte d’intimité familière et insolite, aux quartiers les plus célèbres, aux monuments de la ville les plus « portraiturés » avant lui ». 
Émile Colinus épouse Renée Unik, peintre elle aussi. Cette ancienne élève de Jules Adler et de Georges Bergès à l’Académie Julian se fait une spécialité des portraits d’indigents qu’elle immortalise dans un recueil d’aquarelles intitulé « Les Va-Nu-Pieds », édité chez André Barry en 1945. 
Les toiles que Colinus adresse au Salon des indépendants de 1928 et 1929 et qui représentent la zone près de la poterne des peupliers, ainsi que la porte de Vanves, sont peintes suivant cette inclination populaire. Dans le même temps, il exécute des gravures aux thématiques similaires. Il grave le vieux Paris des ruelles insalubres, à l’instar de celui qui l’initia à l’eau-forte, le graveur Charles Forget, dont Colinus présente une vue peinte de l’atelier aux Salon des indépendants de 1930. Il expose deux tirages au Salon de la Société nationale des beaux-arts, en 1928 et 1929. 
Le couple d’artiste voyage peu, mais se rend, en 1931, au bord de la Méditerranée dont Colinus rapporte un paysage qu’il expose aux Indépendants cette année-là. En 1956, Colinus passe l’été à Martel (Lot), dans une villa avec jardin dans lequel il portraiture son épouse assise à son chevalet. Lors de ses escapades, le couple se rend dans le village voisin de Montvalent, remarquable pour son site naturel qui surplombe la Dordogne. 
En 1959, Colinus expose au Salon des Indépendants deux toiles peintes à Honfleur, dans le Calvados. Ces toiles possèdent des affinités de style avec les peintures qu’Henri de Saint-Delis peignait à Honfleur, où il s’était établi en 1920. Les rares peintures de Colinus à Honfleur ont cette même candeur juvénile où les fanions des bateaux de pêche servent de prétexte à l’utilisation de la couleur pure, comme le faisaient Matisse et Derain à Collioure. 
C’est en Provence, néanmoins, que Colinus reçoit la révélation de la couleur. En 1957, il présente au Salon des Indépendant son premier paysage provençal qui devient, dès lors, sa terre d’inspiration principale. De son point d’attache, situé à Saint-Rémy-de-Provence, il sillonne les routes qui serpentent dans les Alpilles, d’où il ramène quantité de vues éclatantes de lumière. Le peintre utilise aussi souvent les ombres portées dont celles des oliviers, comme ceux plantés le long du Canal des Alpilles. 
Pendant les deux dernières décennies de sa carrière, Émile Colinus ne se soustrait à son idylle provençale que pour assumer ses fonctions, à Paris, de membre du comité du Salon des Artistes Indépendants, auquel il reste fidèle jusqu’à son dernier souffle. Il meurt à Paris le 18 août 1966.

## Œuvres dans des musées
- Musée de Martel